# Pantheon de Mtatsminda

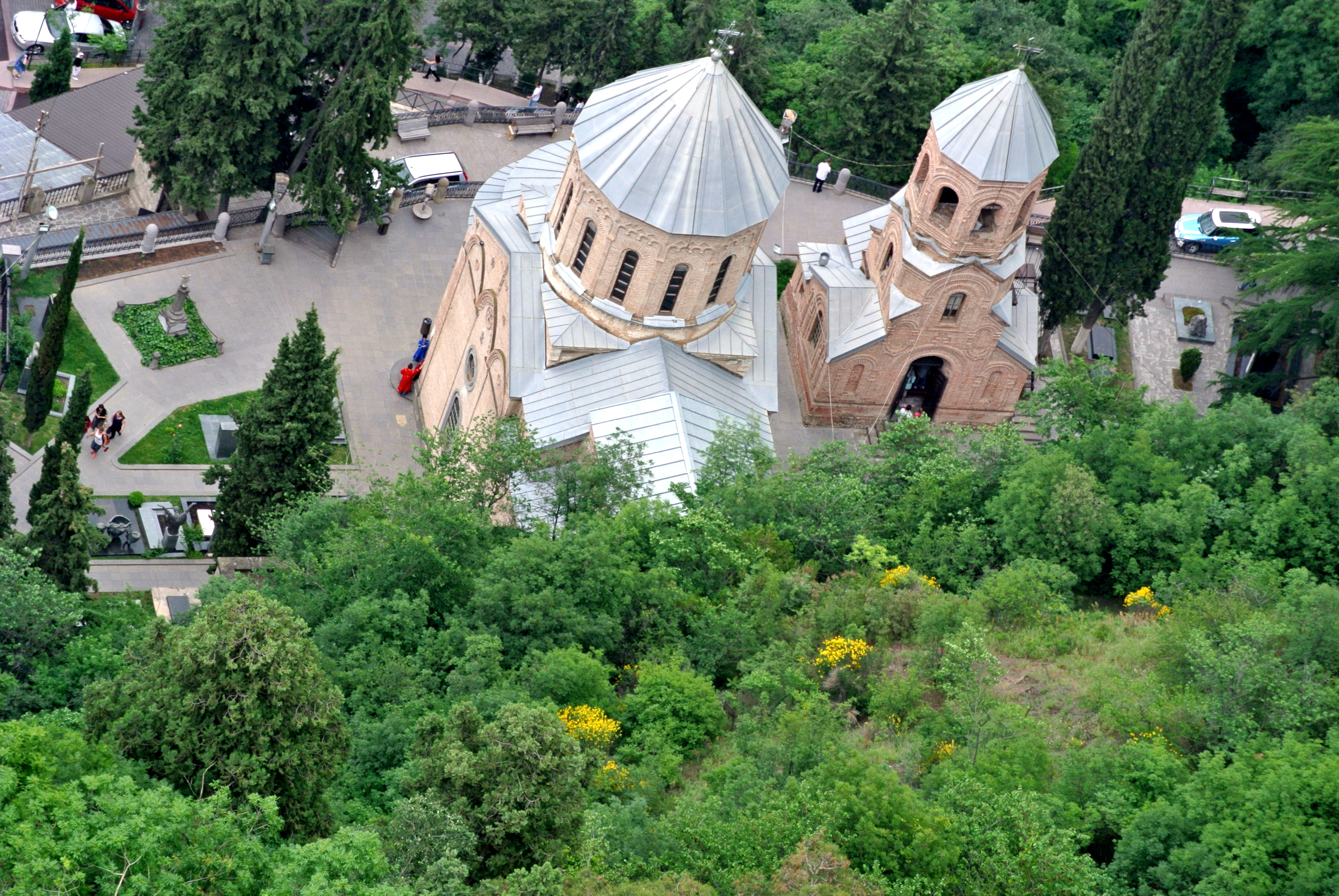
Vista do Mosteiro de St. David e Pantheon a partir da torre de TV de Tbilisi
fotografado por Zviad Avaliani

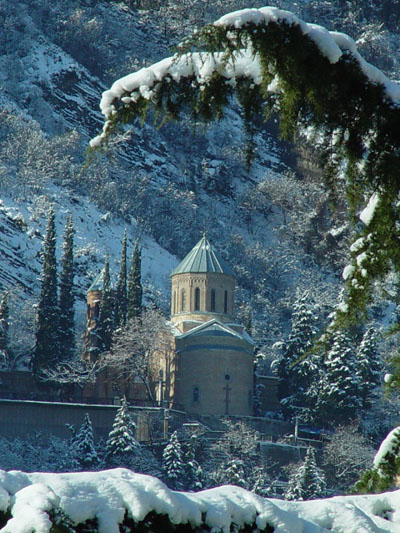
Igreja de St. David e Pantheon de Mtatsminda

O Pantheon dos Escritores e Personalidades de Mtatsminda (em georgiano:  მთაწმინდის მწერალთა და საზოგადო მოღვაწეთა პანთეონი, mtats'mindis mts'eralta da sazogado moghvats'eta p'anteoni) é uma necrópole em Tiblíssi, Geórgia, onde estão sepultados alguns dos mais proeminentes escritores, artistas, intelectuais e heróis nacionais da Geórgia. Está localizado no adro da Igreja de St. David, nas colinas do Monte Mtatsminda (Geo. მთაწმინდა, significando Monte Sagrado), estabelecido oficialmente em 1929.
As primeiras celebridades a serem sepultadas foram o escritor russo Alexandr Griboiedov (1795–1829) e sua mulher georgiana Nino Chavchavadze (1812–1857). O Pantheon foi oficialmente aberto em 1929 para celebrar o aniversário de 100 anos da morte de Alexandr Griboiedov no Irã.

## Sepultamentos
- Vaso Abashidze (1854–1926), ator de teatro e diretor da Geórgia
- Veriko Anjaparidze (1897–1987), atriz de teatro e cinema da Geórgia
- Nikoloz Baratashvili (1817–1845), poeta romântico da Geórgia
- Vasil Barnovi (1856–1934), novelista da Geórgia
- Nikoloz Berdzenishvili (1894–1965), historiador da Geórgia
- Vakhtang Chabukiani (1910–1992), dançarino de balé da Geórgia
- Ilia Chavchavadze (Saint Ilia the Righteous) (1837–1907), escritor da Geórgia; com sua mulher Olgha Guramishvili (1842–1927)
- Zakaria Chichinadze (1853–1931), historiador amador da Geórgia
- Otar Chiladze (1933–2009), escritor da Geórgia
- Kakutsa Cholokashvili (1888–1930), herói nacional da Geórgia
- Shalva Dadiani (1874–1959), roteirista e ator da Geórgia
- Nodar Dumbadze (1928–1984), escritor da Geórgia
- Davit Eristavi (1847–1890), jornalista, tradutor e roteirista da Geórgia
- Zviad Gamsakhurdia (1939–1993), dissidente da era soviética e primeiro Presidente da Geórgia eleito democraticamente
- Ketevan Geladze, mãe de Josef Stalin
- Iakob Gogebashvili (1840–1912), escritor e educador da Geórgia
- Alexandr Griboiedov (1795–1829), escritor russo; e sua mulher Nino Chavchavadze (1812–1857)
- Ioseb Grishashvili (1889–1965), escritor e poeta da Geórgia
- Lado Gudiashvili (1896–1980), pintor da Geórgia
- Simon Janashia (1900–1947), historiador da Geórgia
- Mose Janashvili (1855–1934), historiador da Geórgia
- Ana Kalandadze (1924–2008), poetisa da Geórgia
- Akaki Khorava (1895–1972), ator da Geórgia
- Leo Kiacheli (1884–1963), escritor da Geórgia
- Dimitri Kipiani (1814–1887), jornalista da Geórgia
- David Kldiashvili (1862–1931), escritor da Geórgia
- Merab Kostava (1939–1989), dissidente da Geórgia
- Giorgi Leonidze (1899–1966), poeta da Geórgia
- Kote Marjanishvili (1872–1933), diretor de teatro da Geórgia
- Nikolai Muskhelishvili (1891–1976), matemático da Geórgia
- Niko Nikoladze (1843–1928), jornalista da Geórgia
- Iakob Nikoladze (1876–1951), escultor da Geórgia
- Ivane Paliashvili (1868–1934), condutor da Geórgia
- Galaktion Tabidze (1892–1959), poeta da Geórgia
- Ekvtime Takaishvili (1863–1953), historiador e arqueólogo da Geórgia
- Aleksandre Tsagareli (1844–1929), linguista da Geórgia
- Akaki Tsereteli (1840–1915), poeta da Geórgia
- Grigol Tsereteli (1870–1938), papirologista da Geórgia
- Anastasia Tumanishvili-Tseretlisa (1849–1932), escritora da Geórgia
- Vazha-Pshavela (1861–1915), poeta da Geórgia
- Ilia Vekua (1907–1977), matemático da Geórgia
- Sergo Zakariadze (1907–1971), ator da Geórgia
- Solomon Dodashvili (1805–1836), filósofo, jornalista e historiador da Geórgia
- Chabua Amirejibi (1921–2013), novelista da Geórgia